# 코파 데 라 리가 1984
코파 데 라 리가 1984(스페인어: Copa de la Liga de Primera División 1984)는 코파 데 라 리가의 2번째 시즌이다. 이 대회는 1984년 5월 4일에 시작되어 1984년 6월 30일에 막을 내렸다. 시간 제약, 일정 포화, 그리고 구단의 압박으로 인해 코파 데 라 리가는 1982년에 출범하여 4년밖에 되지 않은 1986년에 폐지되기에 이르렀다.
바야돌리드는 이 시즌에 사상 첫 주요 대회 우승을 거두었는데, 이 시즌에 거둔 우승은 바야돌리드의 현재까지 유일한 우승이다.

## 형식
코파 데 라 리가는 라리가 1983-84에 참가하는 18개 구단과 세군다 디비시온, 세군다 디비시온 B, 그리고 테르세라 디비시온의 코파 데 라 리가 1983 우승 4개 구단이 참가했다. 모든 경기는 1·2차전 형식으로 진행되었다. 두 경기의 합계 점수에서 우위인 구단이 다음 단계로 진출할 자격이 주어졌다. 코파 델 레이 1983-84 준결승 진출 구단은 2라운드에 부전승으로 올라갔고, 코파 델 레이 1983-84 결승 진출 구단은 8강전까지 부전승으로 올라갔다.

### 라 리가
| - 아틀레틱 빌바오 - 아틀레티코 마드리드 - 바르셀로나 - 베티스 - 카디스 | - 에스파뇰 - 말라가 - 마요르카 - 오사수나 - 레알 마드리드 | - 무르시아 - 사라고사 - 레알 소시에다드 - 바야돌리드 - 살라망카 | - 세비야 - 스포르팅 히혼 - 발렌시아 |

### 기타 구단
- 아틀레티코 마드릴레뇨: 세군다 디비시온 부문 코파 데 라 리가 1983 우승
- 스포르팅 히혼 아틀레티코: 세군다 디비시온 B 1조 부문 코파 데 라 리가 1983 우승
- 알바세테: 세군다 디비시온 B 2조 부문 코파 데 라 리가 1983 우승
- 레알 마드리드 아피시오나도스: 테르세라 디비시온 부문 코파 데 라 리가 1983 우승

## 1라운드
1차전은 1984년 5월 4일, 6일, 그리고 9일에–2차전은 1984년 5월 13일, 15일, 그리고 23일에 진행되었다.
| 팀 1                         | 합계     | 팀 2                     | 1차전 | 2차전 |
| ---------------------------- | -------- | ------------------------ | ----- | ----- |
| 세비야                       | (승) 1-1 | 발렌시아                 | 1-0   | 0-1   |
| 레알 마드리드                | 3-4      | 아틀레티코 마드리드      | 1-1   | 2-3   |
| 에스파뇰                     | 6-2      | 무르시아                 | 2-1   | 4-1   |
| 바야돌리드                   | 5-2      | 사라고사                 | 1-0   | 4-2   |
| 레알 소시에다드              | 2-0      | 카디스                   | 2-0   | 0-0   |
| 마요르카                     | 4-2      | 살라망카                 | 3-1   | 1-1   |
| 오사수나                     | 6-2      | 알바세테                 | 1-1   | 5-1   |
| 말라가                       | 3-0      | 아틀레티코 마드릴레뇨    | 1-0   | 2-0   |
| 레알 마드리드 아피시오나도스 | 0-3      | 스포르팅 히혼            | 0-0   | 0-3   |
| 베티스                       | (승) 4-4 | 스포르팅 히혼 아틀레티코 | 0-0   | 4-4   |

## 2라운드
1차전은 1984년 5월 19일과 20일에, 1984년 5월 27일과 28일에 진행되었다.
| 팀 1            | 합계 | 팀 2                | 1차전 | 2차전 |
| --------------- | ---- | ------------------- | ----- | ----- |
| 바르셀로나      | 3-2  | 레알 소시에다드     | 3-0   | 0-2   |
| 아틀레틱 빌바오 | 3-6  | 아틀레티코 마드리드 | 1-3   | 2-3   |
| 스포르팅 히혼   | 4-2  | 오사수나            | 3-0   | 1-2   |
| 마요르카        | 4-1  | 말라가              | 2-1   | 2-0   |

- 베티스, 에스파뇰, 세비야, 그리고 바야돌리드는 부전승으로 다음 라운드에 진출했다.

## 8강전
1차전은 1984년 6월 2일과 3일에, 2차전은 1984년 6월 9일과 10일에 진행되었다.
| 팀 1          | 합계     | 팀 2                | 1차전 | 2차전 |
| ------------- | -------- | ------------------- | ----- | ----- |
| 스포르팅 히혼 | 1-2      | 베티스              | 0-1   | 1-1   |
| 에스파뇰      | 2-6      | 아틀레티코 마드리드 | 0-2   | 2-4   |
| 마요르카      | 4-4 (승) | 바르셀로나          | 2-1   | 2-3   |
| 세비야        | 3-3 (승) | 바야돌리드          | 2-0   | 1-3   |

## 준결승전
1차전은 1984년 6월 16일에, 2차전은 1984년 6월 21일에 진행되었다.
| 팀 1       | 합계 | 팀 2                | 1차전 | 2차전 |
| ---------- | ---- | ------------------- | ----- | ----- |
| 바르셀로나 | 2-4  | 아틀레티코 마드리드 | 1-2   | 1-2   |
| 베티스     | 2-3  | 바야돌리드          | 2-0   | 0-3   |

## 결승전

### 1차전
| 아틀레티코 마드리드 | 0 – 0 | 바야돌리드 |
| ------------------- | ----- | ---------- |
|                     |       |            |

### 2차전
| 바야돌리드                                        | 3 – 0 | 아틀레티코 마드리드 |
| ------------------------------------------------- | ----- | ------------------- |
| 포타바 98′ (자책골) · 포르테스 106′ · 밍겔라 113′ |       |                     |

| 코파 데 라 리가 1984  |
| --------------------- |
| 바야돌리드 1번째 우승 |